# カーウェオール
カーウェオール (Kahweol) は、アラビカコーヒーノキの豆に含まれるジテルペンである。カフェストールと構造的に類似している。
近年の研究で、カーウェオールが破骨細胞の細胞分化を阻害し、骨に対して有益な効果を持つことが示唆された。別の研究では、カーウェオールが抗炎症、抗血管形成効果を持つことが確認され、未濾過のコーヒーの摂取とがんリスクの低下の間の疫学的な関係が説明された。